# Mark Ashton (musicien)
Pour les articles homonymes, voir Ashton et Mark Ashton (homonymie).
Mark McVey dit Mark Ashton ou Mark Ashton Vey, né le 23 juin 1949 à Bridge, Kent au Royaume-Uni, est un auteur-compositeur-interprète et peintre britannique, ancien batteur du groupe Rare Bird.

## Biographie
Mark Ashton est né le 23 juin 1949, à Bridge dans le Kent d'un père écossais et d'une mère anglaise. Il passe son enfance dans la campagne écossaise de Stirlingshire, non loin de Glasgow.
Il montre très tôt un certain talent pour le dessin et la musique. Lorsqu'il revient en Angleterre (à Herne Bay), à l'âge de onze ans, il entre dans plusieurs groupes de rock comme batteur et, se retrouve propulsé à jouer les premières parties des Rolling Stones, de Pink Floyd et de The Yardbirds.
À 19 ans sous le nom de musicien Mark Ashton, il rejoint le groupe Rare Bird. L'année suivante, la chanson Sympathy titre phare du groupe, devient un succès international (1970).
En quittant Rare Bird, il abandonne la batterie pour se consacrer à une carrière d'auteur-compositeur-interprète.
En 1974 il forme Headstone et signe avec Trident Productions. Il sort alors deux albums chez EMI, Bad Habit et Headstone avec Steve Bolton, le guitariste d'Atomic Rooster.
En 1976 il part à Los Angeles pour enregistrer son premier album solo Mark Ashton L.A. avec le producteur artistique Chris Bond, producteur de Hall & Oats. Puis le deuxième album solo Mark Ashton Solo est enregistré en Angleterre avec pour producteur artistique Alain Callan, manager de Led Zeppelin.
Il s'installe en 1980 à New York puis à Los Angeles et poursuit une carrière solo. Impressionné par les paysages des U.S.A,
si différents de son pays natal, il redécouvre petit à petit son amour de la peinture, parallèlement à ses activités de musicien. Il sort aussi l'album Modern Pilgrims chez R.C.A. Records.
En 1991, il enregistre et produit New Volum of Music L.A. et travaille de 1993 à 1996 comme compositeur chez Sony Music Publishing Paris. De 1996 à 2002, il est directeur exclusif pour A/F pour APG Music, une maison de disques indépendante de New York.
Dès 1996, il expose ses toiles à New York, Londres, Barcelone, Saint-Tropez, Aix-en-Provence, Nice, Berlin...
Après trois ans passés en Espagne, il s'installe dans le sud de la France, à Nice et parallèlement à sa carrière de peintre, forme en 2012 son nouveau groupe, le Mark Ashton project avec des musiciens français.

## Discographie
- 1968 : Turnstyle, Riding a wave (Pye Records)
- 1969 : Rare Bird, Rare Bird Rare Bird
- 1970 : Rare Bird, As Your Mind Flies By
- 1974 : Headstone, Bad habbits (John Anthony)
- 1975 : Headstone, Headstone (John Anthony)
- 1976 : Mark Ashton L.A. (Chris Bond)
- 1979 : Solo (Alan Callan)
- 1988 : Modern pilgrims (Paul Rothchild)